# Fe3O4: Break
Fe3O4: Break – drugi minialbum południowokoreańskiej grupy Nmixx, wydany 15 stycznia 2024 roku przez wytwórnię JYP Entertainment i Republic Records. Płyta zawiera siedem utworów, w tym przedpremierowy singiel „Soñar (Breaker)” oraz główny singiel „Dash”.

## Lista utworów
| CD | CD                | CD | CD | CD | CD      |
| Nr | Tytuł utworu      | Tekst | Kompozycja | Aranżacja | Długość |
| -- | ----------------- | --- | --- | --- | ------- |
| 1. | „Dash”            | DezaWon Ji-ae (Jamfactory), Jeong Da-yeon (Onclassa), Baek Sae-in (Pnp), Oh Hyun-seon (Lalala Studio), Rick BridgesKim In (153/Joombas), Hyeong Geun (Inhouse), Wkly, Seong Yu-jin (Jamfactory) | Puff, Strong Dragon (The Hub), C'SA | Puff, Strong Dragon (The Hub)                                                                                          | 2:46    |
| 2. | „Soñar (Breaker)” | Bok Joo-young (Lalala Studio), Oh Hyun-sun (Lalala Studio) | Brian U (The Hub), Honey Noise (The Hub), Aftrshok (The Hub), Joseph K (The Hub), Brown Panda (The Hub), LSY, NVR Know, Frankie Day (The Hub), Awrii (The Hub), Ayushy (The Hub), Jacob Aaron (The Hub) | Brian U (The Hub), Honey Noise (The Hub), Aftrshok (The Hub), Joseph K (The Hub), Brown Panda (The Hub), LSY, NVR Know | 2:53    |
| 3. | „Run for Roses”   | Young K, Lee Seu-ran, Frankie Day (The Hub) | Greg Bonnick, Hayden Chapman, Taet Chesterton, Danny Shah | LDN Noise | 3:35    |
| 4. | „Boom”            | Oh Hyun-seon (Lalala Studio), Jang Da-in (Artiffect), Lee Seu-ran, Yu Ga-yeong (Artiffect) | Ryan S. Jhun, Jack Brady, Jordan Roman, Austin Wolfe | Ryan S. Jhun, The Wavys                                                                                                | 2:55    |
| 5. | „Passionfruit”    | Danke (Lalala Studio), Park Soo-bin (Jamfactory), Jin Sol | David Wilson, Colin Magalong, Sorana | Dwilly | 2:40    |
| 6. | „XOXO”            | Hwang Yu-bin (XYXX), Hyeong Geun (Inhouse) | Jayna Brown, Ori Rose, Novodor, Tmm | Novodor | 2:42    |
| 7. | „Break the Wall”  | Park Ji-hyun (Artiffect), Oh Hyun-seon (Lalala Studios) | Ayushy (The Hub), Awrii (The Hub), Frankie Day (The Hub), Brian U (The Hub), Honey Noise (The Hub) | Brian U (The Hub), Honey Noise (The Hub)                                                                               | 3:24    |

## Notowania
| Lista                              | Pozycja | Źr.   |
| ---------------------------------- | ------- | ----- |
| South Korean Albums (Circle)       | 1       | [ 2 ] |
| Japanese Albums (Oricon)           | 17      | [ 3 ] |
| Japanese Combined Albums (Oricon)  | 16      | [ 4 ] |
| Japan Hot Albums (Billboard Japan) | 30      | [ 5 ] |

## Historia wydania
| Region            | Data             | Format                       | Etykieta       |
| ----------------- | ---------------- | ---------------------------- | -------------- |
| Świat             | 15 stycznia 2024 | Cyfrowa sprzedaż • streaming | JYP • Republic |
| Korea Południowa  | 15 stycznia 2024 | CD                           | JYP • Republic |
| Stany Zjednoczone | 19 stycznia 2024 | CD                           | JYP • Republic |